# Октябрь-Буляк (Тукаевский район)
Октябрь-Буляк — деревня в Тукаевском районе Татарстана. Входит в состав Стародрюшского сельского поселения.

## География
Находится в северо-восточной части Татарстана на расстоянии приблизительно 15 км на юг по прямой от районного центра города Набережные Челны у автомобильной дороги Набережные Челны-Сарманово.

## История
Основана в 1920-х годах.

## Население
Постоянных жителей было: в 1938 году — 202, в 1949—179, в 1958—128, в 1970—225, в 1979—177, в 1989—106, 96 в 2002 году (татары 99 %), 98 в 2010.

## Инфраструктура
В деревне имеется начальная школа, клуб.